# Hoạn quan
Hoạn quan (chữ Nho: 宦官) hay quan hoạn là người đàn ông do khiếm khuyết ở bộ phận sinh dục nên không thể có gia đình riêng, được đưa vào cung vua chúa để hầu hạ những việc cẩn mật.
Có nhiều tên gọi để chỉ hoạn quan: thái giám (太監), công công (公公), tự nhân (寺人), yêm nhân (閹人), nội thị (內侍), thị nhân, yêm hoạn, hoạn giả, trung quan, nội quan, nội thân, nội giám...

## Hoạn quan Trung Quốc
Trong lịch sử Trung Quốc, hoạn quan đã có từ thời Tây Chu, đương thời gọi là tử nhân, hoặc hạng nhân, yêm doãn, nội tiểu thần. Được tuyển dụng để làm một số công việc cung đình: truyền lệnh của nhà vua đến các quan, canh gác hậu cung, quét dọn phòng ốc, liên lạc giữa nhà vua với các cung phi... Vào thời Tây Chu các nước Tề, Sở, Tần, đều có hoạn quan, và gọi bằng các tên như hình thần, ty cung. Thời Chiến Quốc nước Triệu có Hoạn giả lệnh coi về hoạn quan. Nước Tần có hoạn quan đảm nhận chức Xa phủ lệnh. Sau khi Tần thống nhất Trung nguyên, hoạn quan có người làm đến Thừa tướng, gọi là Trung thừa lệnh. Thời Tây Hán, các hoạn quan được gọi là thường thị có những hoạn quan đảm nhận các chức Hoàng môn lệnh, Dịch đình lệnh. Đến nhà Đường đổi là trung quan.
Tại các triều nhà Tùy, nhà Đường, nhà Tống đặt ra cơ cấu Nội thị tỉnh do hoạn quan đảm nhiệm, trông coi các việc nội bộ ở trong cung đình. Hoạn quan ở hai triều Đường, Tống có người trực tiếp thống lãnh quân đội. Đến đời nhà Minh, đặt ra Thập nhị giám, Tứ ty, Bát cục gọi là Nhị thập tứ nha môn, trông coi về việc phục dịch trong cung đình, mỗi cơ cấu có thái giám trông coi. Đến đời nhà Thanh có Tổng quản thái giám, người đứng đầu thái giám, trực thuộc Nội vụ phủ.
Hoạn quan vốn chỉ là quan trong nội đình, không có quyền can dự chính sự, nhưng là người hầu cận thường ngày gần nhất của hoàng đế, được hoàng đế tin dùng, nên có khả năng lộng quyền, nắm được đại quyền chính trị, thậm chí có thể phế lập hoàng đế. Dưới các triều Đông Hán, Đường, Minh đều từng xảy ra những việc hoạn quan chuyên quyền làm bậy.
Chữ Hán, có hơn ba mươi từ ngữ dùng để chỉ hoạn quan, nên thường giải thích hoạn quan là thái giám. Nhưng kỳ thực, khái niệm về hai từ ngữ này có chỗ khác biệt. Mới đầu hoạn quan không nhất thiết phải là người bị thiến. Trong lịch sử Trung Quốc cổ xưa đã có hoạn quan. "Hoạn quan" chỉ là danh xưng chỉ chung những quan viên phục dịch, hầu hạ hoàng đế và gia tộc trong hoàng cung. Cho đến đầu đời nhà Đông Hán, khi Lưu Tú quang phục lại Hán thất, mới ban lệnh hoạn quan tất yếu phải là người đàn ông bị thiến. Trước đó, thời Hán Võ Đế, năm 99 trước Công nguyên, khi Lý Lăng thua trận đầu hàng Hung Nô, Tư Mã Thiên vì bênh vực Lý Lăng mà bị thiến và tuy là người bị thiến nhưng Tư Mã Thiên không phải là hoạn quan.
Từ ngữ "thái giám" xuất hiện sớm nhất vào đời Đường Cao Tông Lý Trị năm Long Sóc nhị niên, tức năm 662, khi đem thay đổi danh xưng "Điện trung tỉnh", cơ cấu chuyên lo việc xa giá, y phục trong hoàng cung thành "Trung ngự phủ", và cải "Giám thành trung ngự" thành "thái giám" và "thiếu giám".
Đến đầu đời nhà Minh thiết lập "Nhị thập tứ nha môn", mỗi nha môn đặt ra một thái giám giữ ấn tín phục dịch hoàng đế cùng gia thuộc, và người được giữ chức thái giám tất yếu phải là hoạn quan. Từ đấy "thái giám" thành danh xưng chuyên chỉ hoạn quan. Đến giữa thời kỳ nhà Minh, quyền thế của thái giám được mở rộng thêm ra. Thái giám có quyền làm sứ giả, trông coi quân đội, coi xét quan lại, dân tình nên trở thành lộng quyền.
Đến đời nhà Thanh, xét thấy sự chuyên hoành và tệ hại của thái giám mới đặt ra chức "Tổng quản Thái giám" làm thủ lĩnh, lệ thuộc vào "Nội vụ phủ" và giới hạn tước vị đến "tứ phẩm" để nhằm làm giảm quyền lực của thái giám.
Theo các nhà nghiên cứu, nguồn gốc hoạn quan ở Trung Quốc có ba nguyên nhân chủ yếu sau đây:
- Hoạn quan là những tội phạm, tù binh hoặc phản nghịch bị cắt sinh thực khí.
- Hoạn quan là cống phẩm của địa phương tiến cống vào cung đình.
- Tự nguyện xin thiến làm hoạn quan để mưu cầu phú quý.

### Một số phương pháp yêm cát

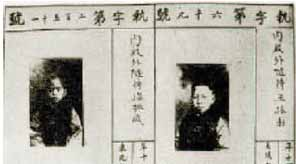
Yêm cát thư (Giấy chứng nhận đã bị hoạn)

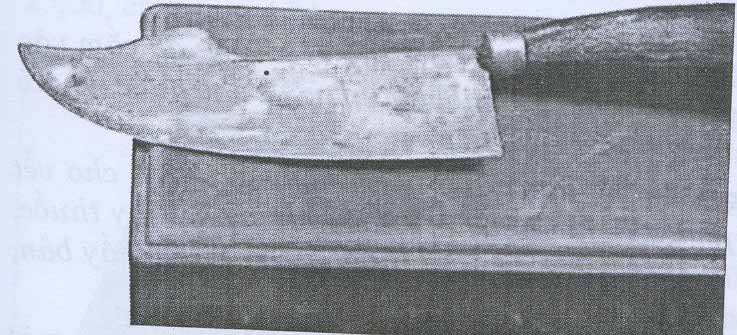
Yêm đao

Loại trừ những người đã khiếm khuyết khi sinh ra, một hoạn quan phải qua một "thủ thuật" hết sức đau đớn gọi là "yêm cát", "cung hình", "tàm thất", "hủ hình" hay "âm hình". Việc yêm cát như thế nào, sử sách ghi chép bất nhất. Theo Nam tinh thái giám khốc hình thì ghi lại có 4 phương pháp để thiến con trai:
- Cắt toàn bộ âm kinh và dịch hoàn
- Chỉ cắt bỏ dịch hoàn
- Đè cho vỡ nát dịch hoàn
- Cắt bỏ ống dẫn tinh

Theo sách Mạt đại thái giám bí văn còn liệt kê một phương pháp thiến nữa là "thằng hệ pháp", tức dùng dây cột chặt dịch hoàn của đứa bé, lâu dần thực khí mất công năng, bị chết đi. Hoặc cho đứa trẻ uống một thứ thuốc tê gọi là ma tuý dược, rồi dùng kim chích hoài vào dịch hoàn đứa trẻ khiến cho sinh thực khí không còn công năng nữa.
Carter Stent miêu tả về việc cát thể ở Trung Hoa cuối đời Mãn Thanh như sau:
Trước khi cát thể, người có ý định trở thành thái giám được đặt nằm nghiêng trên một cái giường thấp và được hỏi lần cuối cùng có hối hận gì khi bị thiến hay không. Nếu người đó trả lời không thì một người sẽ giữ chặt bụng người đó, hai người khác banh hai chân ra giữ cho khỏi cục cựa. Băng vải được quấn chặt ở bụng dưới và hai đùi và bệnh nhân được cho uống một thang thuốc mê (ma phế thang), bộ phận sinh dục của y được chà xát bằng nước ngâm ớt. Cả dương vật lẫn dịch hoàn được cắt xoẹt bằng một nhát dao sát tận đáy, một nút bằng kim loại cắm ngay vào lỗ sinh thực khí và vết thương được băng chặt bằng giấy bản, bên ngoài quấn vải thật chặt.
Người thái giám lập tức được những "đao tử tượng" dìu đi quanh phòng trong hai ba giờ liền trước khi được quyền nằm nghỉ. Người đó vừa đau đớn, vừa khát nước nhưng không được ăn uống và tiểu tiện trong ba ngày. Sau ba ngày, vải băng được cởi ra và cái nút được rút ra và nếu bệnh nhân có thể đi tiểu được ngay thì cuộc giải phẫu thành công và qua được thời kỳ nguy hiểm. Nếu người thái giám không tiểu tiện được có nghĩa là đường sinh thực khí đã bị thu hẹp hay bịt kín và chỉ còn đường chờ chết...
Thế nhưng việc tĩnh thân để thành thái giám không phải chỉ trong việc cắt bỏ bộ phận sinh dục mà thôi. Có gia đình chuẩn bị việc cho con mình tương lai sẽ làm thái giám tử khi còn nhỏ. Một bà vú (bảo mẫu) thuê để đặc biệt chăm sóc cho đứa trẻ ngay từ khi còn nằm trong nôi. Bà vú này có một thủ thuật riêng, mỗi ngày ba lần nắn bóp dịch hoàn đứa trẻ khiến đứa bé đau đến khóc thét lên. Lực bóp cũng tăng thêm và cơ quan sinh dục của đứa bé dần dần bị hủy hoại. Khi lớn lên không những mất khả năng sinh dục mà dương vật còn teo dần khiến đứa trẻ có nhiều nữ tính, không có yết hầu, hai vú nhô cao, mông nở, giọng nói lanh lảnh, dáng điệu ẻo lả và trở thành "ái nam, con gái"
Năm 1996, Tôn Diệu Đình (孫耀庭 Sun Yaoting), vị hoạn quan cuối cùng của chế độ phong kiến Trung Hoa qua đời, đặt dấu chấm hết cho hiện tượng hoạn quan của Trung Quốc.

## Hoạn quan Việt Nam

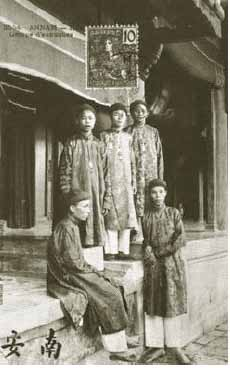
Thái giám triều Nguyễn

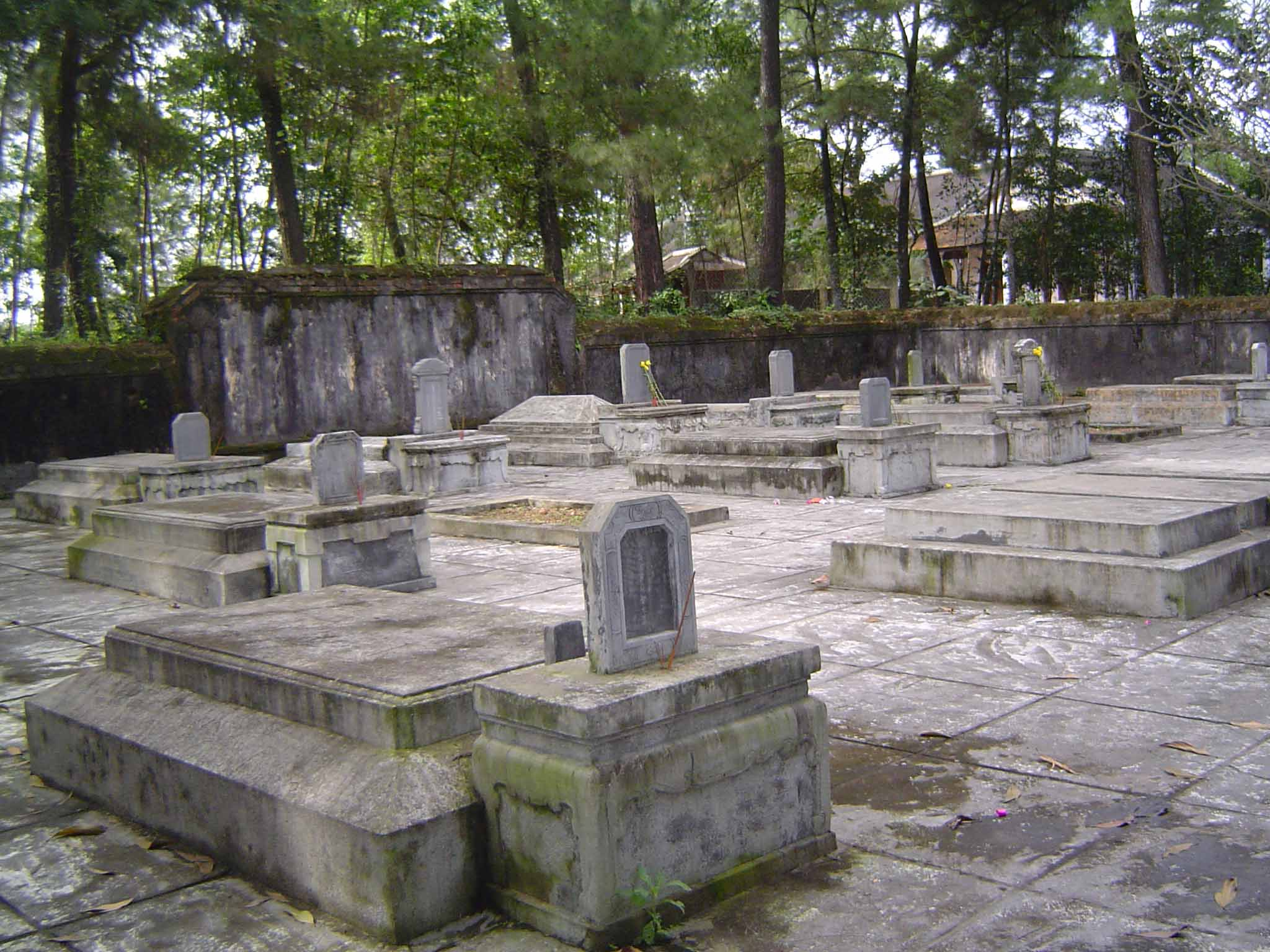
Khu mộ Thái giám triều Nguyễn tại khuôn viên chùa Từ Hiếu, thành phố Huế

Mặc dù văn hóa Việt Nam và văn hoá Trung Hoa có rất nhiều tương đồng, tương cận nhưng tại Việt Nam hầu như ít có những thái giám khuynh loát triều chính như ở Trung Hoa, trái lại có khá nhiều danh thần xuất thân từ hàng yêm hoạn.
Người hoạn quan thứ nhất cũng rất tiếng tăm là Việp Quận công Hoàng Ngũ Phúc làm quan dưới đời vua Lê Hiển Tông, đã cùng Phạm Đình Trọng dẹp yên hai cuộc khởi nghĩa của Nguyễn Hữu Cầu và Nguyễn Danh Phương, khi về hưu được phong làm Quốc lão. Về sau ông đem đại quân đánh vào Phú Xuân, bắt được Trương Phúc Loan rồi trấn thủ Thuận Hóa, chấm dứt một giai đoạn phân tranh Nam – Bắc kéo dài hơn 200 năm.
Người thứ ba là Tả quân Lê Văn Duyệt khai quốc công thần triều Nguyễn mà nay mộ của ông tại Bà Chiểu, Gia Định vẫn là một đền thờ được dân chúng chiêm bái gọi là Lăng Ông. Lê Văn Duyệt tuy cũng xuất thân hoạn quan nhưng ông bản chất là người liên giới tính chứ không phải tự thiến để thành quan thị như Việp Quận công Hoàng Ngũ Phúc.
Ở Việt Nam, hoạn quan được ghi nhận là có từ thời nhà Lý, đến triều Nguyễn, hoạn quan được chia làm năm trật:
- Quản vụ Thái giám và Điển sự Thái giám.
- Kiểm sự Thái giám và Phụng nghi Thái giám.
- Thừa vụ và Điển nô Thái giám.
- Cung sự và Hộ nô Thái giám.
- Cung phụng và Thừa biện Thái giám.

Việc kén chọn hoạn quan ưu tiên tuyển những trẻ em "ái nam con gái" do lệnh của triều đình. Người dân nào sinh con có khuyết tật đó được quan sở tại tới khám xét rồi làm sớ tâu lên. Cha mẹ đứa bé sẽ nuôi con đến lúc 13 tuổi, sau đó Bộ Lễ sẽ đưa vào cung tập sự hoạn quan. Làng nào có hoạn quan tiến cử được miễn binh lính, phu phen tạp dịch và cả sưu thuế. Nếu không có đủ số trẻ ái nam con gái, thanh niên nào tự nguyện thiến bộ phận sinh dục sẽ được tuyển chọn. Tuy nhiên, thái giám Việt Nam chỉ là một số nhỏ không được trọng vọng lại chỉ được làm những việc lặt vặt chưa thành hẳn một tầng lớp có ảnh hưởng như Trung Hoa. Theo chỉ dụ của vua Minh Mạng, thái giám không được dự vào phẩm hàm hay quan chức triều đình và chỉ được hầu hạ trong cung mà thôi, cũng có thể nhà vua không muốn xảy ra việc hoạn quan chuyên quyền như Trung Hoa hay vì đố kỵ với Tả quân Lê Văn Duyệt trong vụ nổi loạn thành Phiên An. Tấm bia khắc là toàn văn bản dụ này nay vẫn còn trong Văn Miếu, Huế. Thái giám cũng có riêng một nghĩa trang trong khuôn viên chùa Từ Hiếu, cách Huế khoảng 1 km theo hướng tây nam và vì thế chùa này còn được gọi là chùa Thái Giám.
Trong một số thời kỳ, nước Việt phải đem cống sang Tàu một số người tài giỏi, sau đó bị trở thành hoạn quan. Theo Hoàng Minh thông ký, một hoạn quan người Việt là Nguyễn An đã vẽ kiểu tu tạo thành Bắc Kinh bao gồm 9 cửa, 2 cung, 3 điện, 5 phủ, công đường, nha môn 6 bộ và các trường xưởng nhà trạm. Ông làm quan trải năm đời vua triều Minh là: Thành Tổ, Nhân Tông, Tuyên Tông, Anh Tông, và Cảnh Tông, tính tình liêm khiết rất đáng kính trọng.

### Thái giám dưới thời Lê - Trịnh
Thời vua Lê Dụ Tông, niên hiệu Bảo Thái (1720 - 1729), trong hàng quan lại, ngoài Văn ban và Võ ban, chúa Trịnh còn đặt ra một ban thứ ba là Giám ban với các chức:
- Tổng thái giám (hàm Chánh tam phẩm)
- Đô thái giám (Tòng tam phẩm)
- Thái giám (Chánh tứ phẩm)
- Thiếu thái giám (Tòng tứ phẩm)
- Đồng trị giám sự (Chánh ngũ phẩm)
- Tả hữu thiếu giám (Tòng ngũ phẩm)

Trong thời kỳ này, hoạn quan được trực tiếp tham gia chính sự, viên chức đứng đầu Giám ban chỉ kém vế hơn Thượng thư (Tòng nhị phẩm) một bậc, còn chức danh Thiếu giám (Tòng ngũ phẩm), một loại quan nhỏ trong Giám ban còn to hơn cả quan Tri phủ tại địa phương (Tòng lục phẩm) đến hai bậc.
Theo ký sự của R.P Koffler, một người Pháp đã đến Đại Việt thời kỳ này, có ba viên quan đứng đầu Giám ban giữ những nhiệm vụ hết sức quan trọng: một người quản lý ngân khố triều đình, thu thuế, thanh toán mọi chi tiêu trong cung đình; còn hai người kia phụ trách việc thương mại với người nước ngoài và chỉ có họ mới được phép bán vàng, sắt, ngà voi... cho thương nhân Châu Âu. Điều này chứng tỏ các chúa Trịnh luôn có ý dùng Giám quan làm một lực lượng hậu thuẫn riêng cho mình. Hậu quả của tình trạng đó là sự lộng quyền của nhiều hoạn quan trong triều, điển hình là trường hợp Hoàng Công Phụ, một hoạn quan được phong đến tước Hiệp quận công, đã thao túng việc triều chính, lấn át cả chúa Trịnh Giang khiến một số quan lại ở phủ liêu phải đứng lên truất Trịnh Giang lập em là Trịnh Doanh lên thay và triệt hạ phe cánh Hoàng Công Phụ. Cũng từ đó Giám ban bị bãi bỏ hẳn.

### Thái giám dưới thời Nguyễn
Dưới thời Gia Long, vị vua này không có những sửa đổi nào đáng kể trong quy chế hoạn quan. Phải đợi đến năm Minh Mạng thứ 17 (17.3.1836), nhà vua mới ban hành một chỉ dụ quan trọng nhằm hạn chế quyền hạn của hàng hoạn quan trong triều đình. Theo chỉ dụ này, hoạn quan phải trở lại với những công việc cố hữu là phục dịch trong cung. Họ không còn được xếp trong ngạch chung của các quan lại mà xếp riêng làm 5 hạng:
- Hạng nhất (Thủ đẳng) gồm Quảng vụ và Điểm sự thái giám.
- Hạng nhì (Thứ đẳng) gồm Kiểm sự và Phụng nghi thái giám.
- Hạng ba (Trung đẳng) gồm Thừa vụ và Điển thắng thái giám.
- Hạng tư (Ái đẳng) gồm Cung sự và Hộ thắng thái giám.
- Hạng năm (Hạ đẳng) gồm Cung phụng và Thừa biện thái giám.

Chỉ dụ được ban ra không đầy nửa năm sau khi dẹp xong vụ khởi loạn của Lê Văn Khôi cùng binh lính ở Gia Định thành và truy xét tội của Tả quân Lê Văn Duyệt, nguyên là một thái giám trong phủ chúa Nguyễn Phúc Ánh. Điều này cho thấy vua Minh Mạng đã để những ấn tượng về biến cố Gia Định thành chi phối quyết định của mình. Để chỉ dụ được phỉ biến rộng rãi, nhà vua cho khắc vào một bia đá đặt ngay trước Quốc Tử Giám để các giám sinh xem và truyền đạt lại đời sau. Đến cuối thập niên 1910, người ta vẫn còn thấy tấm bia này. Các đời Đồng Khánh (1887), Thành Thái (1895), có những thay đổi nhỏ trong quy chế thái giám, chủ yếu là về lương bổng hàng năm. Riêng đời Thành Thái (1889 - 1907) trong cung có 15 thái giám: 5 người phụ coi lăng tẩm của tiên đế, 2 người phục dịch Hoàng thái hậu, còn 2 giúp các việc trong cung cấm. Đến thời Duy Tân (1914), triều đình tuy không quyết định bãi bỏ hẳn lớp hoạn quan, những vẫn giữ lại những người đương chức và từ đó về sau không tuyển mới nữa.

## Các quốc gia khác
Trung Quốc là nước đã định chế hóa vai trò của thái giám nhưng tập tục này đã hiện diện trong nhiều quốc gia, nhiều bộ lạc và xã hội có tục đa thê. Người ta thường sử dụng những người bị yêm hoạn làm kẻ hầu người hạ, canh giữ các tì thiếp của vua chúa hay phú gia. Ngày nay, việc giải phẫu cắt bỏ sinh thực khí của mình vì bệnh tật, vì tôn giáo hay vì một quan điểm tính dục nào đó vẫn còn công khai hay lén lút tại một vài nơi trên thế giới.
Theo truyền thuyết, việc cắt bỏ bộ phận sinh dục phái nam đã có rất lâu như một nỗ lực mà người đàn ông muốn trở thành nữ nhân để mong có được khả năng truyền chủng như phụ nữ (womanlike fertility). Tại Trung Đông và một số quốc gia châu Phi có tục cắt da qui đầu vào tuổi dậy thì để đánh dấu sự thành niên của con trai cũng là nhằm bắt chước việc hành kinh của đàn bà và mảnh da đó dùng như một tế phẩm để dâng lên thượng đế (offerings to Yahweh). Người Trung Đông còn quan niệm rằng nếu giữ mình trong sạch thì sẽ dễ được lên thiên đàng và chính vì thế nhiều nam nhân đã tự nguyện được thiến để thành yêm hoạn ngõ hầu được sống đời đời sau khi chết.
Dưới thời Đế quốc La Mã, những thanh niên khỏe mạnh được tuyển chọn để đem thiến đi làm hoạn quan. Ví dụ Bagoas là hoạn thần được Alexander Đại đế sủng ái, còn vua Nero thì có hoạn quan tên là Sporus.
Người Ấn Độ chia người yêm hoạn ra thành ba loại: loại bẩm sinh lúc đẻ ra có dương vật nhưng không có dịch hoàn, loại không có cả dương vật lẫn dịch hoàn và loại trở thành yêm hoạn sau khi giải phẫu. Ở Ấn Độ trước đây có những người đi rong từ vùng này sang vùng khác thiến người khác để kiếm ăn (traveling eunuch-makers). Phương pháp của họ rất giản dị là buộc chặt bộ phận sinh dục bằng một mảnh băng (ligature) rồi cắt xoẹt đi bằng một con dao thật sắc.
Trong thời Trung cổ, một số quốc gia thuộc châu Âu cũng có tục lệ thiến những kẻ bị kết án đa dâm (excessive cupidity) và nhiều giáo sĩ muốn giữ mình trong sạch cũng tự cắt bỏ bộ phận sinh dục để khỏi vướng mắc vào đường tình ái. Những người này được gọi dưới cái tên hesychasti có nghĩa là "kẻ mãi mãi trong sạch".
Nước Ý có thời điểm có đến 4000 người yêm hoạn, nhiều nhất là các tu sĩ Thiên Chúa giáo và chính Giáo hoàng Clement 14 đã phải ra lệnh cấm thi hành hủ tục này. Còn tại Pháp, những người nào tự hủy mình sẽ bị trừng phạt theo hình luật.

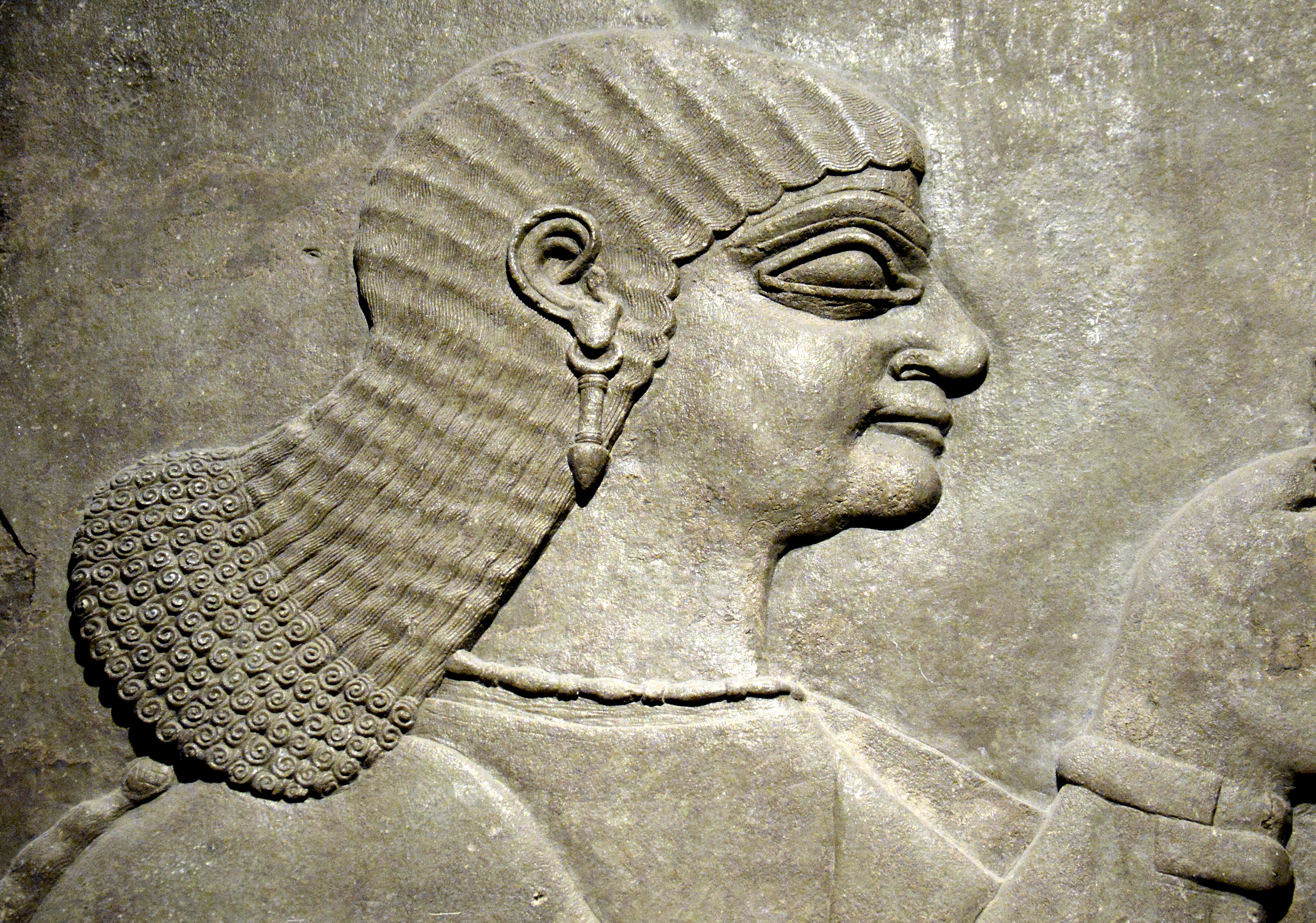
Chân dung một trong những thái giám hầu cận của vua Ashurnasirpal II từ bức phù điêu thạch cao của một cung điện của Ashurnasirpal II tại Nimrud, Iraq.

Ở Ai Cập và Ba Tư, những ai phạm tội hiếp dâm cũng bị thiến để trừng trị.
Tại một số di tích ở Ai Cập, người ta đã phát hiện được những hình ảnh về những người nô lệ bị hoạn nhằm phục vụ cho những phu nhân của các gia đình giàu có. Những dấu tích đó cho thấy hoạn quan đã từng tồn tại ở Ai Cập cách đây khoảng 4.000 năm. Theo hình luật của Vương quốc Assyrie – khu vực Lưỡng Hà (1450–1250 TCN), nếu người chồng bắt được vợ mình đang ngoại tình với kẻ khác, anh ta có thể trừng phạt kẻ tình địch bằng cách thiến, biến thành hoạn quan.
Một số quốc gia khác thì có tập tục thiến những ca sinh có giọng cao (tenor) trong những ca đoàn tôn giáo để giữ cho những người này khỏi vỡ tiếng khi dậy thì. Những ca sinh đó gọi là castrati được tịnh thân từ khi còn nhỏ vì người ta tin rằng giọng trong trẻo của họ sẽ khiến cho Thiên Chúa vừa lòng hơn những ca sinh con gái, và vì thế trong thời Trung cổ phụ nữ không được gia nhập các ca đoàn này.
Tại Nga, giáo phái tên là Bồ Câu Trắng (White Dove), hay còn gọi là giáo phái Skoptzy do Ssaliwanow sáng lập vào thế kỷ 18, đã khuyến khích giáo đồ tự nguyện cắt bỏ bộ phận sinh dục, coi đó như là một hành vi dâng hiến cho Thiên Chúa. Phương pháp này áp dụng cho cả nam lẫn nữ tín đồ. Nam nhân có thể bị cắt cả sinh thực khí lẫn dịch hoàn hay chỉ một trong hai, còn đàn bà thì cắt bỏ tử cung, ngoại âm thần, nhũ hoa tùy theo mức độ trong sạch mà họ muốn. Những người cắt bỏ hoàn toàn bộ phận sinh dục được mang nhãn hiệu "người mang dấu ấn của Vương triều" (Bearer of the Imperial Seal)...

## Nhiệm vụ và đời sống hoạn quan

### Công việc
Dưới các triều đại phong kiến Trung Quốc cũng như Việt Nam, triều đình có hệ thống quan lại để tham gia làm việc nước, chia làm hai ban văn - võ, từ lớn đến nhỏ gồm cửu phẩm, mỗi phẩm lại phân biệt chánh và tòng, cuối cùng là hạng vị nhập lưu (chưa được liệt vào hạng nào cả). Ngoài ra, trong cấm cung, hoàng gia đông đúc cũng cần người phục vụ công việc hàng ngày và chầu hầu từ nhà vua đến tam cung lục viện. Họ phần lớn thuộc phái yếu gọi là nữ quan, có nhan sắc, được tuyển chọn hàng năm trong dân gian, ai may mắn được lọt vào mắt xanh của nhà vua, được sủng ái và sinh hạ hoàng nam, hoàng nữ thì được cất nhắc dần lên địa vị lục tần, tam phi còn lại đều thuộc hạng thị tỳ và làm việc ở các cơ sở nội đình như nhà kho (cung nô), nhà bếp (cung trù), hay quét tước, coi sóc các cung điện...
Trong cấm thành còn có bao nhiêu công việc mà phái yếu không làm nổi, phải cậy đến phái mạnh. Nhưng một kẻ phái mạnh chính tông mà ở giữa đám phái yếu xinh như hoa, đẹp như mộng thì quá nguy hiểm. Để tránh những sự cố đáng tiếc xảy ra, nhà vua phải cần đến những người đàn ông không còn là đàn ông nữa. Đó là hoạn quan. Tuy nhiên, mặc dù hoạn quan bị mất khả năng sinh dục, họ vẫn có những thèm khát và đòi hỏi, nhất là những người bị thiến sau khi đã đến tuổi trưởng thành. Trong nhiều trường hợp, chính họ là nạn nhân của những cung phi bị dồn nén, nhất là những thái giám còn nhỏ tuổi. Trong một vài triều đại, họ còn được phép ngủ chung với đàn bà trong cung để cho các phi tần có chút khí dương ngõ hầu ít bệnh tật. Đối với những hoạn quan chỉ bị cắt dịch hoàn rất có thể họ vẫn cương cứng được và chính vì thế nhiều lời đồn đãi rằng họ vẫn có thể phục vụ cung nhân...
Những tiểu thái giám xinh đẹp chừng mười mấy tuổi được tĩnh thân để tiến cung gọi là "đồng giám" hay "hài giám" thường được hoàng hậu, quý phi, quý nhân yêu thích. Những đứa trẻ này vì đã tĩnh thân từ khi còn rất nhỏ nên được coi là rất trong sạch chưa vương vấn một ý niệm tính dục nào và thường được cung nhân, phi tần nuôi như như người ta nuôi một con vật yêu thích. Chúng cũng được tự do hơn nghĩa là được vào phục vụ các cung nhân trong khuê phòng hay trong buồng tắm ở những khung cảnh kín đáo nhất. Tuy nhiên khi đã lớn, họ vẫn bị thay thế bằng những thái giám nhỏ tuổi hơn và được điều động ra làm công việc ở bên ngoài khu vực phụ nữ sinh sống.
Nhiệm vụ của hoạn quan là làm đủ thứ việc trong nội cung, như trà nước, xe kiệu, chợ búa, hầu hạ hoàng đế, thái hậu, phi tần, truyền mệnh lệnh vua, liên lạc thông tin và canh phòng, bảo vệ an ninh các cung điện. Thái giám hầu cận bên vua bao giờ cũng được tuyển chọn rất kỹ, còn lại là cung dám làm các việc vặt như quét tước nhà cửa, chăm sóc cây cối, cất giữ hóa phẩm... Như vậy, thái giám là một hệ thống nội quan chỉ phục vụ công việc hàng ngày trong cấm cung, không liên quan gì đến triều đình.
Thế nhưng trong lịch sử, không ít trường hợp ngoại lệ xảy ra, có những người tài năng, nhờ được vua yêu mà lập nên sự nghiệp lẫy lừng, lưu danh muôn thuở; trái lại, cũng có những người dựa thế vua mà khuynh loát cả triều đình, tạo nên cái thế rối loạn, suy sụp. Hoạn quan mỗi khi lấn quyền triều đình thì gây nhiều tai họa, vua Minh Mạng đã cảnh báo trong bài dụ hiện còn ở Văn Miếu, Huế, trong đó có đoạn:
Đời sau dần dần không noi phép cổ, để bọn điêu đang tham chính nắm quyền, không khác cho chúng nắm gươm đằng chuôi, như bọn thập thường thị đời Hán, bọn trung quan đời Đường, bọn tứ hung đời Minh, cho đến lũ Hoàng Công Phụ đời Lê ở nước An Nam; cái thế của chúng nổi lên như lửa, những điều họa hại theo nhau đổ đến. Nguyên do là bởi ông vua đương thời làm đầu têu, thấy chúng dễ sai bảo nên yêu thích, rồi hết sức tin cậy, rốt cuộc quyền thế của chúng đã thành, không thề đè nén được. Dẫm sương biết sẽ có tuyết, gương đã rõ ràng...

### Đời sống hoạn quan
Họ sống rất đầy đủ, sung sướng về mặt vật chất, nhưng lại thiếu thốn, đau khổ về mặt tinh thần. Người xưa vốn rất coi trọng nhiệm vụ truyền giống, phê phán, kết tội nặng những kẻ tuyệt chủng, bất hiếu hữu tam, vô hậu vi đại (có ba điều bất hiếu, lớn nhất là không có con nối dõi tông đường), vì thế, họ bị người đời coi thường, khinh rẻ. Sống với mặc cảm ấy, nên họ luôn bị dằn vặt làm cho đau khổ, nhất là đối với những người bất đắc dĩ vướng vào cái nghiệp oan trái này. Đối với tổ tiên, cha mẹ, họ tự coi mình là tội nhân bất hiếu; đối với bản thân, họ không thoát khỏi cái cảnh trăm năm cô đơn, và đến khi nhắm mắt, sẽ trở thành loài ma lang thang, không nơi nương tựa. Vì vậy, họ níu vào chùa để nương nhờ hương khói mai sau và đã có những thời, thái giám trở thành một tầng lớp cách biệt.
Sau khi đã cắt bỏ bộ phận sinh dục, âm nang, âm hành của họ được gọi dưới cái tên bảo cụ sẽ được dùng những kỹ thuật riêng để bảo tồn và coi như một món đồ quý, giữ gìn rất cẩn thận. Trước hết bảo cụ được tẩm vôi bột để cho khỏi thối và hút hết những máu mủ còn trong đó để cho được khô ráo, sau đó dùng vải hay giấy bản lau sạch rồi mới đem ướp trong hương liệu để cho dầu thấm vào, đặt trong bao bằng lụa, cất trong hộp gỗ rồi hàn kín lại. Người ta chọn ngày lành tháng tốt cung kính đưa chiếc hộp đó đến từ đường họ người bị thiến, cung kính treo chiếc hộp đó trên xà nhà. Sau đó mỗi năm, họ lại rút cái hộp đó lên cao thêm một chút, ý chúc tụng cho người bị yêm hoạn phục vụ trong triều đình được thăng quan tiến chức.
Việc gìn giữ "bảo cụ" có hai lý do. Thứ nhất, mỗi khi được thăng thưởng thái giám phục vụ trong cung đình đều phải trình cho thượng quan xem của quý để chứng minh rằng quả thực mình đã được tĩnh thân (nghiệm bảo). Lý do thứ hai, là khi người đó chết đi, lúc tẩm liệm người ta sẽ hạ phần thân thể bị cắt ra còn đang treo trên xà nhà xuống may cho dính lại chỗ cũ, còn tờ tự nguyện yêm cát thư (đơn tình nguyện xin cắt bỏ bộ phận sinh dục) sẽ được đốt trước linh sàng để người chết được khôi phục nguyên trạng ngõ hầu dưới cửu tuyền còn mặt mũi mà nhìn lại cha mẹ tổ tiên và nếu có đầu thai thì kiếp sau cũng được toàn vẹn thân thể.
Chính thủ tục này cũng gây nên nhiều chuyện trớ trêu, hoặc đao tử tượng giữ bảo cụ làm của riêng để sau này bán lại hoặc cho thuê những ai muốn thăng quan nhưng lại không giữ được món đồ của mình vì bị thất lạc hay bị kẻ gian ăn cắp mất. Mỗi khi có biến loạn ở kinh thành, nhiều thái giám đã hoảng hốt chạy đi tìm cái bảo cụ của mình, có khi tranh cướp nhau để mong được chết toàn thây.
Mặc dù bị thiến vẫn có những hoạn quan vẫn hoang tưởng rằng họ có thể "mọc" lại được. Chính vì niềm tin đó, đời Thanh đã có luật lệ rằng tiểu thái giám nhập cung rồi sau ba năm sẽ phải qua một kỳ "tiểu tu", năm năm qua một kỳ "đại tu" để những thái giám chuyên môn xét lại xem ngọc hành có "trùng sinh" hay không. Theo sách Thần Viên Tạp Thức, thái giám thường thích ăn các loại thức ăn tráng dương và dùng những toa thuốc như Mẫu Cẩu Cảnh Tán, Thiên Khẩu Nhất Bôi Ẩm, Ngọc Cảnh Trùng Sinh Phương... để mong trở lại bình thường.
Về phần ngoại mạo, người đã bị yêm cát thay đổi rất nhiều, trở nên có nhiều nữ tính, không mọc râu, không lộ hầu, ngực nhô lên, mông nở, giọng nói the thé, hành động yểu điệu, da dẻ cũng nhẵn nhụi hơn trông chẳng khác gì đàn bà giả đàn ông. Vì hạ thể nở nang (đùi và chân to ra) nên thái giám thường đi chân chữ bát, bước ngắn mà nhanh. Thái giám cũng dễ trở nên phì nộn, mặc dầu da thịt thường nhão nhoẹt nhưng đến già lại teo đi nên những người có tuổi da dẻ lại nhăn nheo hơn bình thường khiến thái giám bốn mươi tuổi trông già như người già tám mươi.
Thái giám thường là đề tài để cho người ta diễu cợt, châm chọc lắm khi rất tàn nhẫn. Ở Bắc Kinh có một khu vực tên là "Thiên Kiều" là nơi có trình diễn những nghệ thuật dân gian, trong đó có một loại hí kịch gọi là "tướng thanh" bao gồm hai người, kẻ xướng người đáp trong đó thái giám thường bị lôi ra làm trò cười.
Người bị thiến ngoài những thay đổi thể chất, tinh thần cũng ảnh hưởng nặng nề và chính vì thế họ trở nên độc ác, nhỏ nhen, tàn nhẫn khác với người thường. Ngoài ra, thái giám vì bị khiếm khuyết các cơ ở hạ bộ nên thường hay bị són nước tiểu ra quần, thành thử nặng mùi nên cũng hay bị chế giễu. Trong một xã hội còn kém văn minh, những người bất hạnh vì cơ thể bị khuyết tật không được xã hội ưu đãi mà thường bị ngược đãi. Hiện tượng đó vẫn còn xảy ra ở một vài nơi trên thế giới...

## Một số hoạn quan nổi tiếng

### Việt Nam
- Đỗ Thích, hoạn quan thời nhà Đinh, người đã ám sát vua Đinh Tiên Hoàng và Đinh Liễn
- Lý Thường Kiệt, thời nhà Lý
- Dương Chấp Nhất, thời nhà Mạc, người đã đầu độc tướng Nguyễn Kim
- Hoàng Ngũ Phúc đời vua Lê Hiển Tông.
- Lê Văn Duyệt, Tả quân khai quốc công thần triều Nguyễn, nguyên là một thái giám trong phủ chúa Nguyễn Phúc Ánh

### Trung Quốc
- Triệu Cao nhà Tần
- Tào Đằng cuối thời Đông Hán, hoạn quan duy nhất có tước hiệu hoàng đế (truy tôn)..
- Thập Thường thị thời Tam Quốc (Trương Nhượng, Kiển Thạc...)
- Ngụy Trung Hiền thời nhà Minh
- Nguyễn An, kiến trúc sư người Việt sống vào thế ky 15 tại Trung Quốc. Ông là tổng công trình sư từng phụ trách việc tu bổ, sửa chữa một số cung điện trong Tử Cấm Thành Bắc Kinh, Trung Quốc (công trình này xây dựng thời vua Minh Thành Tổ Chu Đệ (1403 - 1424).
- Lý Liên Anh, thời Thanh